# 오름 주름창자
인간과 그에 상응하는 영장류의 해부학에서 오름 주름창자(ascending colon, 상행결장, 오름결장, 오름창자) 또는 오름 잘록창자는 곧창자와 가로 주름창자 사이에 위치한 주름창자의 일부이다.

## 같이 보기
- 주름창자
- 가로 주름창자